# 27e cérémonie des David di Donatello
La 27e cérémonie des David di Donatello s'est déroulée le 19 juin 1982 au Teatro Argentina. 

## Palmarès
- Meilleur film :
  - Borotalco
  - Conte de la folie ordinaire
  - Le Marquis s'amuse

- Meilleur réalisateur :
  - Marco Ferreri  pour Conte de la folie ordinaire
  - Salvatore Piscicelli pour Le occasioni di Rosa
  - Carlo Verdone pour Borotalco

- Meilleur scénariste :
  - Sergio Amidei et Marco Ferreri pour Conte de la folie ordinaire
  - Carlo Verdone et Enrico Oldoini  pour Borotalco
  - Bernardino Zapponi pour Piso pisello

- Meilleur producteur :
  - Antonio Avati et Gianni Minervini  pour Fuori stagione
  - Giovanni De Feo pour Le Marquis s'amuse
  - Silvio Clementelli et Anna Maria Clementelli  pour Piso pisello

- Meilleure actrice :
  - Eleonora Giorgi pour Borotalco
  - Ornella Muti pour Conte de la folie ordinaire
  - Marina Suma pour Le occasioni di Rosa

- Meilleur acteur :
  - Carlo Verdone pour Borotalco
  - Alberto Sordi pour Conte de la folie ordinaire
  - Beppe Grillo pour L'Imposteur

- Meilleure actrice dans un second rôle :
  - Alida Valli pour La Chute des anges rebelles
  - Piera Degli Esposti pour Sogni d'oro
  - Valeria D'Obici pour Piso pisello

- Meilleur acteur dans un second rôle :
  - Angelo Infanti pour Borotalco
  - Paolo Stoppa pour Le Marquis s'amuse
  - Alessandro Haber pour Piso pisello

- Meilleure actrice débutante :
  - Marina Suma pour Le occasioni di Rosa
  - Athina Cenci pour Ad ovest di Paperino
  - Isa Gallinelli pour Borotalco

- Meilleur acteur débutant :
  - Beppe Grillo pour L'Imposteur
  - Alessandro Benvenuti pour Ad ovest di Paperino
  - Enzo Decaro pour Prima che sia troppo presto

- Meilleur directeur de la photographie :
  - Tonino Delli Colli pour Conte de la folie ordinaire
  - Sergio D'Offizi pour Le Marquis s'amuse
  - Danilo Desideri pour Nu de femme

- Meilleur musicien :
  - Lucio Dalla et Fabio Liberatori  pour Borotalco
  - Fiorenzo Carpi pour L'Imposteur
  - Carlo Rustichelli pour Bosco d'amore

- Meilleur décorateur :
  - Lorenzo Baraldi pour Le Marquis s'amuse
  - Andrea Crisanti pour Borotalco
  - Dante Ferretti pour Conte de la folie ordinaire
  - Lorenzo Baraldi pour Nu de femme

- Meilleur créateur de costumes :
  - Gianna Gissi pour Le Marquis s'amuse
  - Luca Sabatelli pour Nu de femme
  - Enzo Bulgarelli pour Bosco d'amore

- Meilleur monteur :
  - Ruggero Mastroianni pour Conte de la folie ordinaire
  - Franco Letti pour Le occasioni di Rosa
  - Roberto Perpignani pour Sogni d'oro

- Meilleur film étranger :
  - Mephisto
  - Les Années de plomb
  - Reds

- Meilleur réalisateur étranger :
  - Margarethe von Trotta pour Les Années de plomb
  - István Szabó pour Mephisto
  - Warren Beatty pour Reds

- Meilleur scénariste étranger :
  - Harold Pinter pour La Maîtresse du lieutenant français
  - Warren Beatty et Trevor Griffiths pour Reds
  - Margarethe von Trotta pour Les Années de plomb

- Meilleur producteur étranger :
  - Warren Beatty pour Reds
  - Dino De Laurentiis pour Ragtime
  - SKOP Film Monaco pour Les Années de plomb

- Meilleure actrice étrangère :
  - Diane Keaton pour Reds
  - Jutta Lampe pour Les Années de plomb
  - Meryl Streep pour La Maîtresse du lieutenant français

- Meilleur acteur étranger :
  - Klaus Maria Brandauer pour Mephisto

- David Luchino Visconti
  - Cesare Zavattini

- David René Clair :
  - Markus Imhoof pour La barque est pleine
  - Jaakko Pakkasvirta pour Pedon merkki

- David Europeo
  - Ermanno Olmi

- Médaille d'or du ministre du tourisme et du divertissement :
  - Ingrid Bergman
  - Renato Castellani
  - Vittorio Gassman
  - Alberto Lattuada
  - Giulietta Masina
  - Martin Scorsese
  - Andreï Tarkovski